# Sant Llorenç de Sous
|  | No s'ha de confondre amb Monestir de Sant Llorenç de Sous. |

L'església de Sant Llorenç de Sous fou el temple parroquial de l'antic poble de masies disperses de Sous (Albanyà, Alt Empordà), actualment deshabitat. Antigament pertanyia a l'extingit municipi de Bassegoda, pertanyent a la Garrotxa.

## Història
En un document de l'any 872, es parla de la basílica de Sant Llorenç, però el 898 consta que l'església no era més que una cel·la o ermita; aquesta havia estat fundada pels monjos benedictins de Sant Aniol d'Aguja. Una vegada assolida la condició d'abadia i havent passat a dependre d'ella la seva casa originària de Sant Aniol, el monestir de Sant Llorenç de Sous perllongarà la seva existència independent fins a ser incorporat, arran d'una butlla del papa Climent VIII, signada l'any 1592, al de Sant Pere de Besalú.
La ruïna de l'església del monestir de Sant Llorenç del Mont, molt danyada ja en els terratrèmols del segle xv, obligà a abandonar-la definitivament en el segle xviii. La nova església de Sant Llorenç de Sous fou consagrada el 1829 per l'abat Melcior de Rocabruna i Taverner de Sant Pere de Besalú. Després de l'exclaustració (1835), aquesta església fou servida pels capellans del santuari de la Mare de Déu del Mont, situat al cim de la muntanya. Durant la seva estada al santuari, l'any 1884, Verdaguer assistí a la festa major del poble de Sous, celebrada en aquesta església, i en deixà testimoni literari. En el segle xx el lloc ha quedat despoblat.
És un temple d'una sola nau que aprofita els murs de la construcció medieval. La façana és coronada per un esvelt campanar de cadireta de doble obertura.
La supressió de la comunitat monàstica i l'existència posterior d'aquesta església ha fet que modernament s'apliqui el nom de Sant Llorenç de Sous a l'antic monestir de Sant Llorenç del Mont.

## Protecció
L'església de Sant Llorenç de Sous està inclosa en les disposicions legals de protecció del patrimoni històric que afecten el conjunt del monestir de Sant Llorenç del Mont.